# سيريل سميث (لاعب كرة قدم)
سيريل سميث (بالإنجليزية: Cyril Smith)‏ (1893 في المملكة المتحدة - ) هو مدرب كرة قدم ولاعب كرة قدم ويلزي في مركز مهاجم داخلي. لعب مع تشارلتون أثلتيك وكريستال بالاس ونادي نيوتاون ونونيتون بورو ‏ وCroydon Common F.C. ‏ ونادي غيلفورد سيتي.